# اولانوو
اولانوو (به لاتین: Ulanów) یک گمینا در لهستان است که در گمینا اولانوو واقع شده‌است. اولانوو ۸٫۰۸ کیلومتر مربع مساحت و ۱٬۴۹۴ نفر جمعیت دارد.